# Metamorphic Force
Metamorphic Force (メタモルフィックフォース?) è un videogioco di tipo picchiaduro a scorrimento sviluppato e pubblicato nel 1993 dalla Konami.
È un picchiaduro di buona fattura tecnica che mescola elementi fantasy con i temi dell'antropomorfismo e del teriomorfismo, temi peraltro già noti nel mondo videoludico grazie a titoli precedenti quali Altered Beast della SEGA e Teenage Mutant Hero Turtles proprio della Konami.
Il successo in Italia è stato modesto causa la regressione del mercato dei picchiaduro a scorrimento unitamente all'estremo grado di difficoltà del porting occidentale.

## Trama
Nel XX secolo fa il suo ritorno dall'Ade, tornato misteriosamente in vita, il Re Malvagio col suo Impero dell'Orrore, ovvero un'isola infestata di mostri emersa dalle acque degli oceani; il suo obiettivo è quello di regnare su tutta la Terra.
In soccorso del pianeta vi è una sacerdotessa (ispirata ad Atena dell'anime I cavalieri dello zodiaco) che evoca quattro spiriti guerrieri, ognuno dei quali è protetto da un guardiano metamorfico rappresentato da un animale.
Toccherà ai quattro guerrieri e ai loro guardiani andare sull'isola per sconfiggere il Re del Male.
Nella sequenza finale del gioco l'isola s'inabissa e le immagini dei quattro animali guardiani vengono poste tra le costellazioni.

## Modalità di gioco
Il gameplay di Metamorphic Force si allinea a quello di tutti gli altri picchiaduro a scorrimento del tempo da Final Fight in poi, con la presenza di un joystick (per gli spostamenti) e due pulsanti, A e B, rispettivamente per attacco e salto (il tasto A serve anche per raccogliere oggetti); viene ben sfruttato un ottimo motore che rende il gioco fluido e veloce, nonché avvincente nei combattimenti.
Ad inizio partita il giocatore deve scegliere un personaggio tra quattro disponibili, tutti con caratteristiche e tecniche di combattimento differenti.
Fintanto che il personaggio del giocatore è nella sua forma umana il set di mosse è limitato ad una combo di colpi, ad un attacco all'avversario a terra, ad un colpo in salto e alla classica tecnica speciale, richiamabile con la pressione contemporanea dei due tasti, che danneggia tutti i nemici attorno a spese dell'energia del giocatore.
Quando il giocatore recupera un bonus a forma di statuetta d'oro il suo personaggio si trasforma in bestia, vedendo quindi la propria forza e la propria velocità aumentate, nonché il proprio set di mosse allargato anche a tecniche di presa e a nuovi attacchi in salto e all'indietro; inoltre se il personaggio raccoglie una statuetta d'oro quando è già convertito in bestia, egli effettuerà un veloce e potente attacco che colpirà tutti i nemici presenti nello schermo.
Lungo il percorso sono presenti anche bonus che rigenerano parte dell'energia del giocatore; i bonus possono essere trovati all'interno di forzieri oppure colpendo un ladro, dall'aspetto di un mutante gatto, che si aggira con un sacco contenente refurtiva (elemento preso da Golden Axe della SEGA, dove i ladri però erano esseri nani).
Se il personaggio giocante è nella forma di bestia ed è in fin di vita, egli si ritrasformerà in umano.
Il gioco si sviluppa in sei livelli, ognuno dei quali prevede un boss al termine.
All'inizio di ogni livello il giocatore mantiene l'energia che aveva nel livello precedente, ma una volta sconfitto un boss vengono rilasciati vari bonus utili per permettere di recuperare l'energia persa durante il combattimento.
In tutti i livelli, eccetto il quinto, si trovano trabocchetti di vario tipo: il giocatore dovrà evitarli, per non rischiare di perdere notevole energia vitale. I trabocchetti danneggiano anche i nemici.
Sono presenti due prove bonus che permettono al giocatore di recuperare ulteriore energia: una al termine del secondo livello, dove bisogna distruggere entro mezzo minuto una statua raffigurante il boss finale, e l'altra subito dopo il quarto livello, dove in virtù di un'invulnerabilità momentanea il giocatore deve cercare di uccidere il maggior numero di nemici comuni che incrocerà nella sua spettacolare corsa.
Si usano il joystick (per gli spostamenti) e due tasti: A per attaccare e raccogliere oggetti, B per saltare.

## Personaggi selezionabili
- Ban

Judoka che vanta un buon equilibrio tra velocità e potenza, veste un jūdōgi. Combatte a mani nude.
Il suo animale guardiano è il toro, di conseguenza si può trasformare in un minotauro; il colore che rappresenta il suo guardiano è il rosso.
- Claude

Appare come un militare europeo del XVIII secolo, in divisa e armato di spada, ispirato in qualche modo alla protagonista dell'anime Lady Oscar.
È il personaggio più veloce dei quattro e il suo spirito guardiano è un lupo bianco, tant'è che si trasforma in un licantropo; il colore simbolo è il giallo.
- Max

Biondo lottatore con una tecnica simile al pugilato.
È un personaggio con valori equilibrati di potenza e velocità, ed il suo animale guardiano è la pantera nera, mentre il colore simbolo di esso è il blu.
- Ivan

Il più potente dei quattro personaggi, è un imponente boscaiolo armato con un tronco di albero.
La mutazione lo trasforma in un orso, ed il suo colore è il verde.

## Livelli e boss
- Il primo livello è l'arrivo degli eroi sull'isola del malvagio in una zona che presenta elementi di architettura greca arcaica come templi e colonnati. Il boss è un mutante capra armato con una falce; lo si affronta in un tempio adorno di simboli esoterici.
- Il secondo livello si svolge all'interno di cave caratterizzate dalla presenza di fuoco e lava. Il boss è un uomo-uccello avvolto dalle fiamme ed armato con una spada. Diventa invulnerabile ogni volta che si sposta a mo' di turbine da un'estremità all'altra dello schermo.
- Il terzo livello è ambientato tra i ghiacci. Il boss è una sorta di robot di ghiaccio. Appare una prima volta a metà livello, sputando dalla bocca otto vespe abnormi che bisognerà obbligatoriamente uccidere; in questa fase egli non può essere colpito. Nello scontro vero e proprio il boss attacca con prese, calci e proiettili laser irradiati dalla gemma incastonata sulla sua fronte: è anche in grado di scomporsi, e il giocatore dovrà star attento a non farsi colpire dai vari pezzi quando questi ricadono.
- Il quarto livello presenta come ambientazione una foresta. Il boss nasce dalla fusione di due orchi: il risultato è un grosso essere bicefalo. Attacca essenzialmente in due modi gli eroi: o sbatacchiandoli, oppure piombando addosso a loro, tuttavia ogni volta che fallisce in questa tecnica rimarrà disteso al suolo per qualche istante, diventando pertanto facilmente attaccabile dagli eroi. I due orchi appaiono una prima volta a metà livello, insieme ma non ancora congiunti, costringendo il giocatore a sostenere contro essi un breve scontro (fuggiranno dopo aver subìto alcuni colpi).
- Il quinto livello è un'unica sfida in un'arena contro una succube agilissima e abile nel wrestling.
- L'ultimo livello è la dimora del malvagio, un castello con elementi gotici e romanici. È presente un boss di metà livello: uno scheletro che veste un'armatura da cavaliere medievale e che può attaccare con la spada oppure con bombe sprigionate dal suo scudo. Il viaggio degli eroi si conclude dinanzi al trono del perfido monarca, un lottatore molto abile nelle arti marziali; dopo averlo sconfitto nel suo aspetto umano lo si dovrà eliminare nella sua forma di bestia, ovvero un drago volante, che attacca in vari modi: ma ancora non è finita, c'è infatti un ultimo scontro, quello con lo spirito del nemico.

## Differenze tra le versioni
La più rilevante delle differenze tra la versione originale giapponese e quella per il mercato occidentale riguarda vite ed energia, con la conversione per l'estero resa molto più ostica; infatti nella versione originale è presente la classica barra dell'energia che cala per i colpi subiti e si inizia il gioco con due vite, mentre nella versione occidentale si ha a disposizione una sola vita e l'energia è rappresentata con un contatore numerico che cala con il tempo anche se non si viene colpiti. Inoltre nel livello 5 della versione occidentale il confronto con la succube è preceduto da un combattimento coi boss dei precedenti livelli, che stavolta fungono da miniboss: all'inizio scendono in campo i boss dei primi due livelli; non appena uno di essi muore viene rimpiazzato dal robot di ghiaccio, e dopo la sconfitta di questo o dell'altro boss arriva quello visto nel quarto livello, già trasformato in mostro bicefalo.

## Colonna sonora
La colonna sonora di questo arcade, firmata dai due compositori giapponesi M. Izu ed Ega, è stata riprodotta dall'etichetta discografica King Records nel 1993 sul secondo dei due CD intitolati Konami Amusement Sounds '93: Autumn Edition.

## Doppiaggio
Tutti i personaggi maschili parlanti e l'annunciatore sono doppiati da Michael Guinn, mentre Kimberly Forsythe presta la propria voce alla sacerdotessa e alla succube.